# Bärensee (Wertach)
Der Bärensee ist ein Stausee der Wertach. Er liegt etwas südlich von Kaufbeuren zwischen Hirschzell und Biessenhofen auf der Flur der Stadt Kaufbeuren und des Landkreises Ostallgäu. Die Staumauer liegt bei Flusskilometer 73,3. Die Uferlinien des Sees orientieren sich weitgehend am ursprünglichen Flusslauf, der an dieser Stelle früher in weit ausholenden Schleifen verlief. Der See ist durchschnittlich 12 Meter tief, an der tiefsten Stelle 25 Meter, und liegt größtenteils im Landschaftsschutzgebiet Bachtel- und Bärensee.
Der Name des Sees kommt vom überfluteten Bärenwäldle, unter dem es Weideflächen für Zuchteber, die im schwäbischen Dialekt „Ber“ bzw. „Beern“ genannt wurden, gab.

## Geschichte
Der See wurde 1956 von der Kaufbeurer Spinnerei Momm für das „Kraftwerk Hirschzell“ aufgestaut, um den wachsenden Energiebedarf der Fabrik zu decken. Es wurden Auwaldflächen und das sogenannte Bärenwäldle überflutet. Der Bau des Sees war seinerzeit umstritten, da mit dem Aufstau Auwaldbereiche mit vielen seltenen Pflanzen überflutet wurden. Der See konnte aufgrund von Streitigkeiten mit den Grundeigentümern nicht in seiner vollen Größe verwirklicht werden. Ein beim Bau des Sees gefundener, halbfossiler Eichenstamm steht heute als Schnitzkunstwerk in der Kirche St. Magnus in Marktoberdorf. 1996 kauften die VWEW das Kraftwerk samt See von der Spinnerei Momm.
Nach der Übernahme des Kraftwerks wurden umfangreiche Sanierungs- und Erneuerungsarbeiten durchgeführt, die bis zum Jahr 2012 abgeschlossen wurde. Im Einzelnen wurden ausgeführt:
- 1997 Erneuerung der Schaltanlagen
- 1998 Erneuerung der Rechenreinigungsanlage
- 1999–2000 Sanierung der Wehranlagen
- 2006 Bau eines Lagerhauses für Notverschluss-Dammstafeln
- 2008 Sanierung der Gebäude, Installation einer PV-Anlage auf dem Dach
- 2009–2010 Betonsanierung im Kraftwerksbereich[1]
- 2010 Sanierung von Turbineneinlauf und Turbinen[1]
- 2012 Neubau einer 300 Meter langen Fischtreppe[2]

## Bedeutung

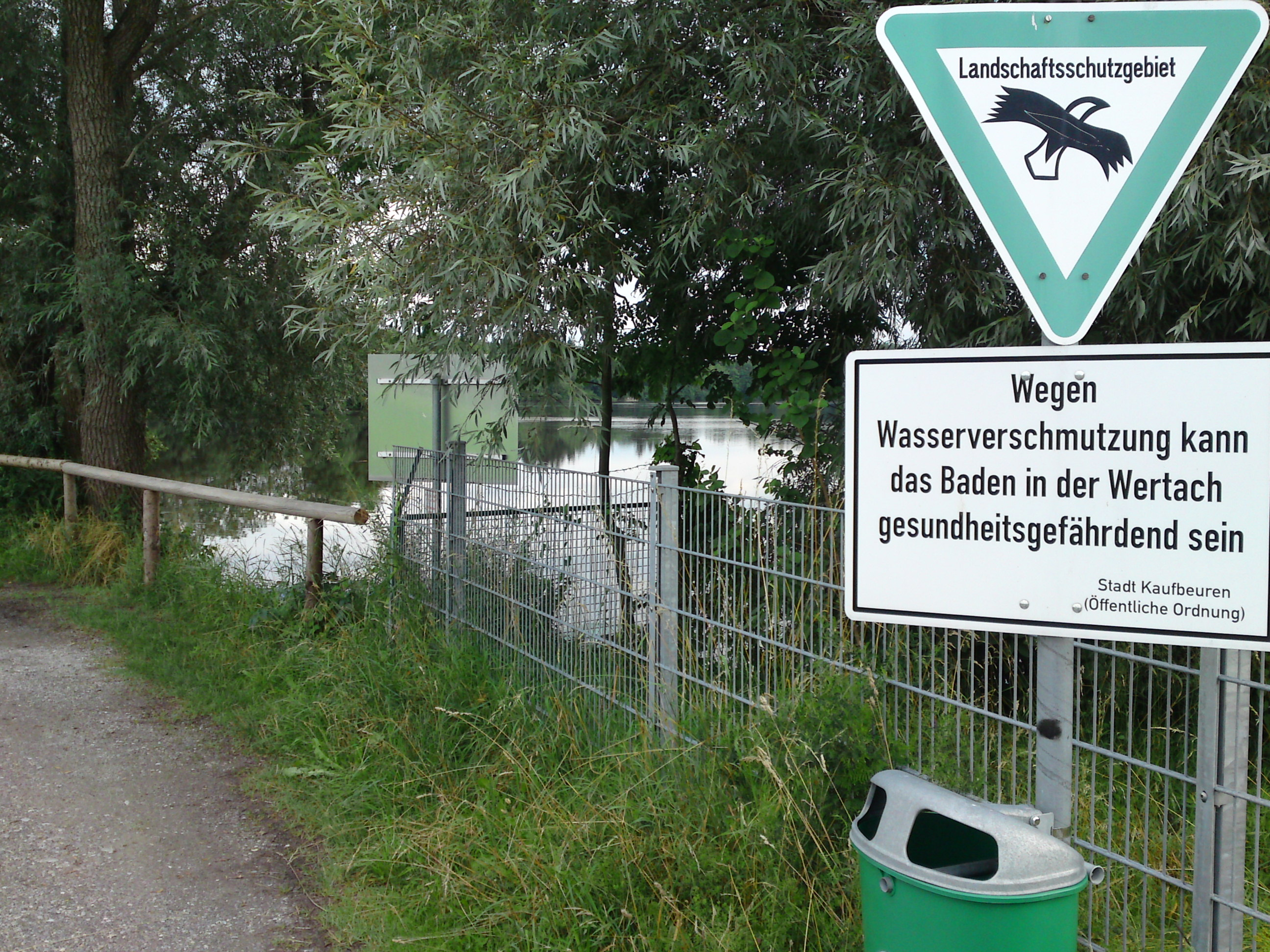
Bärensee mit Warnschild

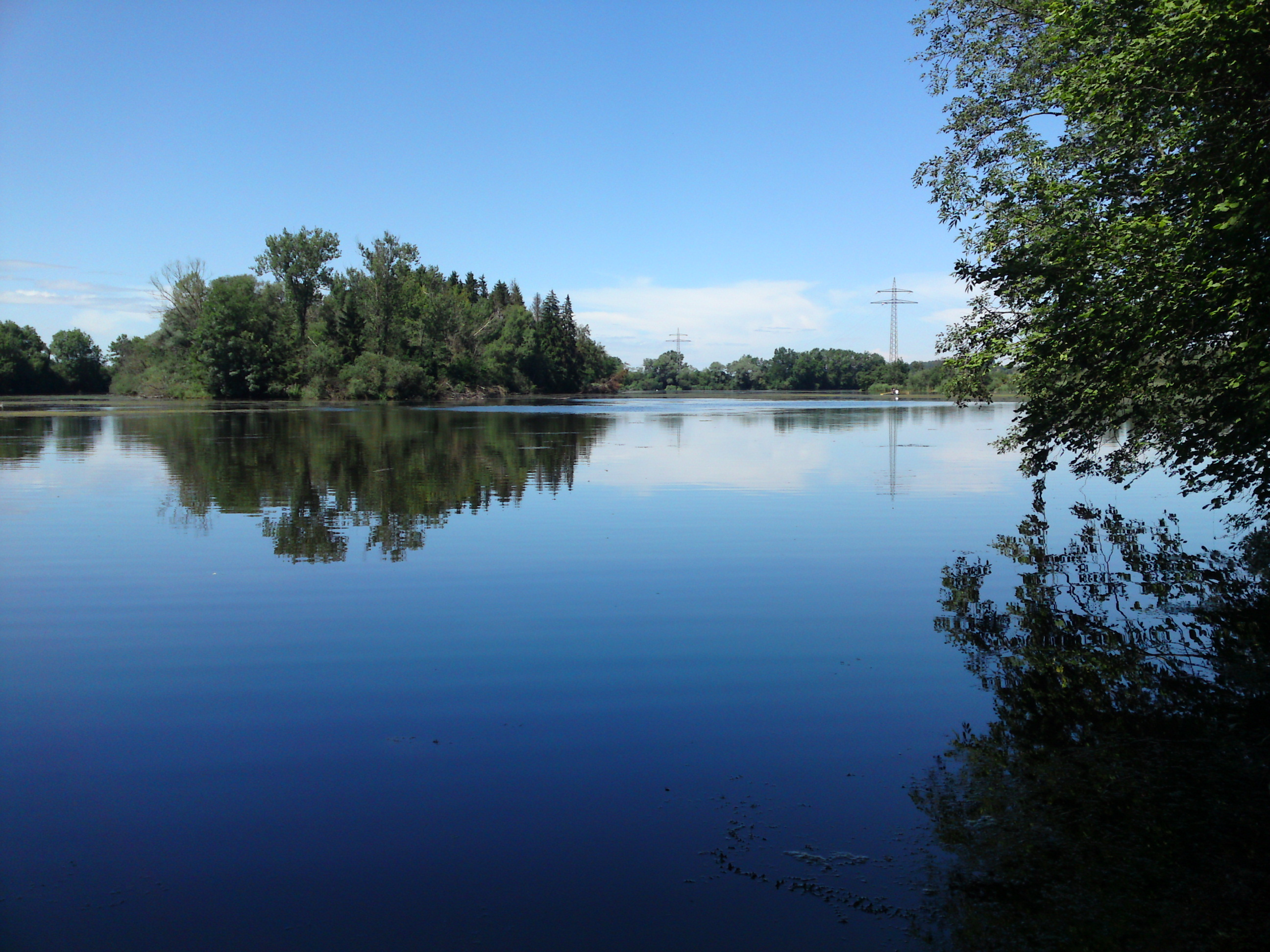
Am oberen Bärensee

Der See ist ein bekanntes Naherholungsgebiet und wird zur Fischerei und als Segelgewässer genutzt. Aufgrund der nach wie vor sehr schlechten Wasserqualität der Wertach und der Überdüngung durch die anliegende Landwirtschaft ist der See stark eutroph und als Badegewässer nur eingeschränkt geeignet. Entsprechende Warnschilder am See wurden von der Stadt Kaufbeuren im Jahr 2008 erneuert. Seit 2009 im Sommer verkrautet der See regelmäßig in weiten Teilen, im September 2014 wurden die Wasserpflanzen erstmals mit Hilfe eines Spezialbootes abgeerntet.
Am See leben eine Vielzahl von Wasservögeln, seit einiger Zeit ist auch der Biber wieder heimisch.

## Kraftwerk
Die Turbinen des Wasserkraftwerks sind für einen maximalen Durchfluss von je 12,5 m³/s, bei Überöffnung bis je 14 m³/s ausgelegt. Darüber hinaus anfallendes Wasser fließt über zwei je 11 Meter breite Staubalkenwehre mit einem gemeinsamen unteren Segmentverschluss und zwei einzeln steuerbaren Fischbauchklappen oben ab. Klappen und Segmentverschluss sind je 2,5 Meter hoch. Im Maschinenhaus des Kraftwerks sind zwei baugleiche, automatisch geregelte Kaplanturbinen verbaut, welche 1955 von der Firma Voith gebaut wurden. Die Turbinen drehen mit 275 Umdrehungen pro Minute, über ein Kegelradgetriebe werden zwei Drehstrom-Synchrongeneratoren vom Typ AEG E-85 mit 600 min−1 angetrieben. Die elektrische Leistung beträgt bei 100 % Turbinenöffnung 765 kW je Generator, bei Überöffnung maximal 840 kW.
Das Kraftwerk hat eine Jahresleistung von rund 6 Millionen kWh.